# Léon Bouly
Pour les articles homonymes, voir Bouly.
Léon Guillaume Bouly (1872-1932) est un inventeur français et le créateur du terme « cinématographe ».

## Biographie

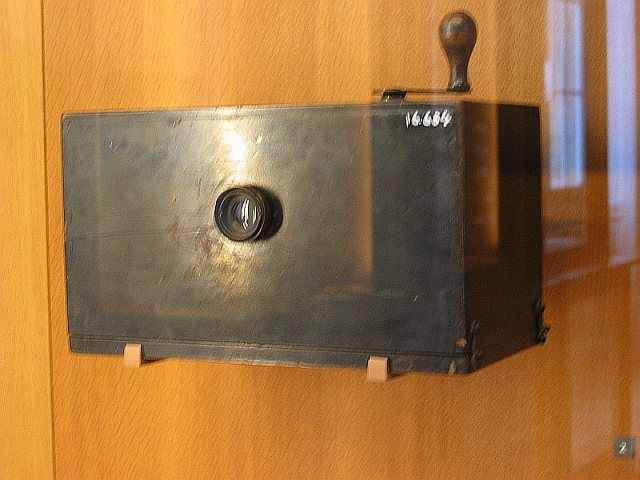
Le Cinématographe de Léon Bouly, Musée des arts et métiers, Paris.

Très peu de choses sont connues concernant Léon Bouly, si ce n'est qu'après avoir construit des appareils de chronophotographie, il dépose le 12 février 1892 le brevet d'un appareil « réversible de photographie et d'optique pour l'analyse et la synthèse des mouvements, dit le “Cynématographe Léon Bouly” ». Le 27 décembre 1893, il apporte une correction sur le nom de son appareil qui devient le Cinématographe. 

## Le cinématographe Bouly
Dans son Histoire du cinéma pour les nuls (éditions First, 2008), Vincent Mirabel affirme que l'appareil Bouly « ne fut jamais construit » bien que deux exemplaires soient conservés au musée des Arts et Métiers à Paris. D'après la description de cet appareil, le Cinématographe Bouly aurait été en théorie capable de faire une prise de vues ainsi que la projection en mouvement de cette prise de vues. Il utilisait comme support un film Eastman, recouvert sur une face d'une émulsion photosensible sans perforations, et comportait l'ensemble des principes nécessaires à la prise de vues animées, c'est-à-dire un système d'avance intermittent du film, synchronisé avec l'obturateur. Mais son bon fonctionnement n'a jamais été prouvé. Aucun article de presse de l'époque ne mentionne en effet une quelconque projection effectuée par son inventeur, projection que les journalistes scientifiques n'auraient pas manqué d'évoquer à grand renfort d'articles élogieux. En 1894, Bouly n'ayant pas payé les redevances de ses brevets, le mot cinématographe devient disponible et les frères Lumière déposent leur propre brevet sous cette appellation le 13 février 1895.

## Léon Bouly dans l'histoire du cinéma
Ignoré dans Histoire générale du cinéma de Georges Sadoul (1950) ou dans Histoire du cinéma de Jean Mitry (1965), Léon Bouly est maintenant cité pour son brevet (no 219 350) concernant un appareil dérivé de la chronophotographie d'Étienne-Jules Marey, pour lequel il inventa une appellation originale, Cinématographe (du grec κίνημα / kínēma, « mouvement » et γραϕή / graphê, « art d'écrire, écriture »). N'ayant pu mener à bien son invention, il abandonna ce terme qui fut repris dès 1895 par les frères Lumière pour baptiser leur invention.
Il faut cependant noter que Thomas Edison nommait déjà kinétographe l'appareil de prise de vues photographiques animées qu'il avait conçu, que son assistant William Kennedy Laurie Dickson avait mis au point et qui fut à l'origine des premiers films du cinéma, dès 1891. Ce terme de kinétographe servit ensuite de base d'appellation, dans plusieurs langues, pour des appareils de prise de vues ou de projection de films.
Aujourd'hui[Quand ?], le mot Kino (Kine) désigne souvent le cinéma lui-même, en allemand, en russe, et dans bien d'autres langues où le mot cinématographe est inconnu.